# 波蘭-普魯士聯盟
波蘭-普魯士聯盟（德語：Polnisch-Preußische Allianz）是波蘭立陶宛聯邦和普魯士王國代表於1790年3月29日在華沙簽署的共同防禦聯盟。它是在普魯士尋求盟友反對奧地利或俄羅斯的短暫時期簽署的，而波立聯邦正在尋求保證它能夠在沒有外國干預的情況下進行重大的政府改革。
從一開始，同盟對波立聯邦的價值就遠大於對普魯士的價值。條約簽署後不久，國際形勢和波立聯邦內部的變化使該條約對普魯士一方的價值大大降低。與此同時，波立聯邦開始了一系列重大的內部改革，將聯盟視為在此過程中得到強大鄰國支持的保證，但事實上，普魯士認為這些改革不符合其最佳利益。當俄羅斯帝國於1792年5月入侵波蘭立陶宛聯邦時，普魯士拒絕了尊重該聯盟並進行干預的請求，稱沒有就《五三憲法》徵求普魯士的意見，該憲法使該聯盟無效。幾個月後，即1793年，普魯士協助俄羅斯鎮壓科希丘什科起義，同年，三國第三次瓜分波蘭，波蘭宣告滅亡。